# Wirydianna Fiszerowa

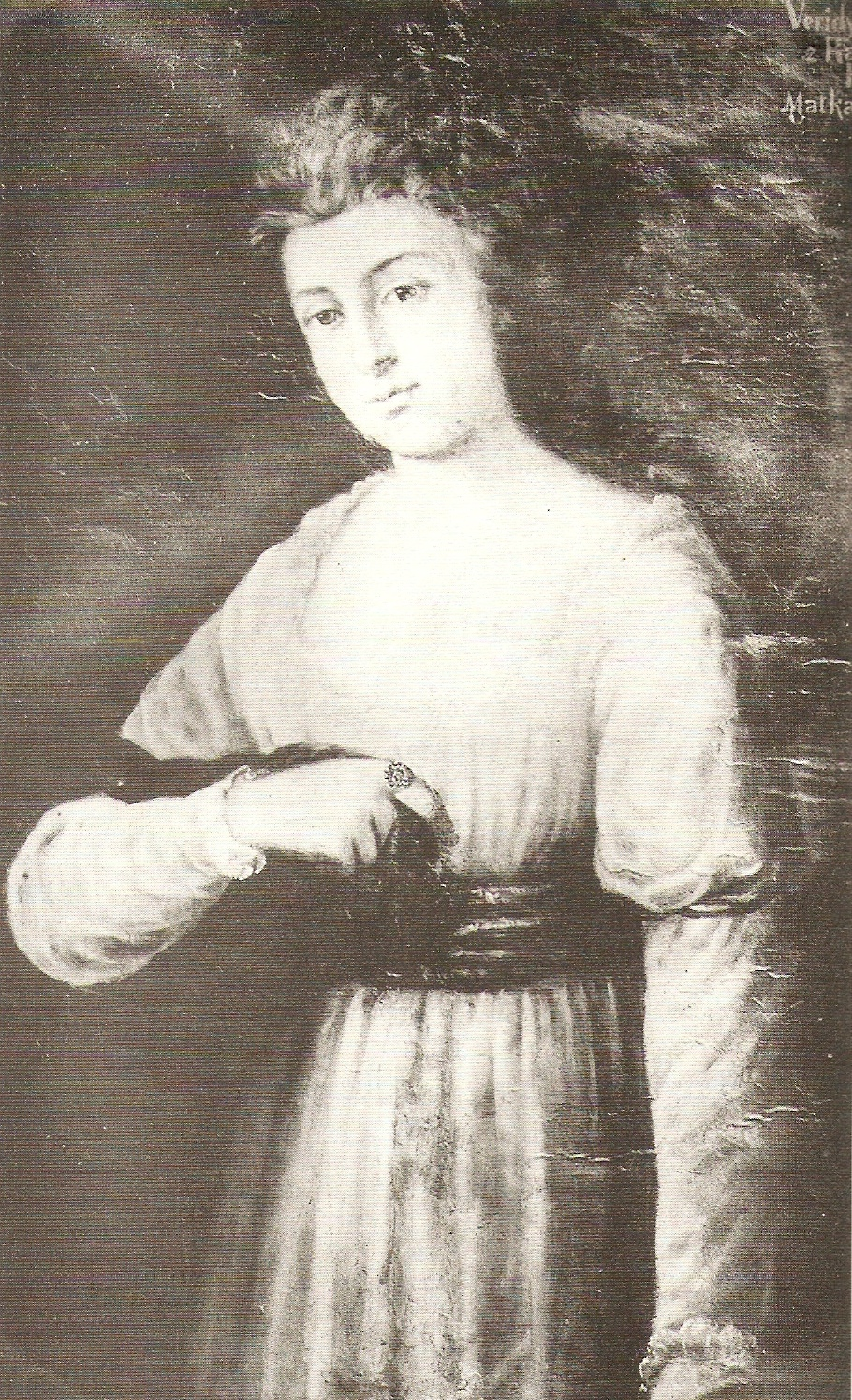
Wirydianna Fiszerowa

Wirydianna Fiszerowa (tên khai sinh là Wirydianna Radolińska, sử dụng gia huy Leszczyc, sau này là Wirydianna Kwilecka) (1761 ở Wyszyny - 1826 ở Działyń )  là một nữ quý tộc Ba Lan được biết đến nhiều nhất với những cuốn hồi ký đề cập đến cuộc đời của bà trước và sau sự kiện phân chia Ba Lan cũng như mối quan hệ của bà với những người nổi tiếng thời đó, bao gồm Vua Friedrich II của Phổ, Izabela Czartoryska, Vua Stanisław II Augustus, Józef Poniatowski, Jan Henryk Dąbrowski, và Tadeusz Kościuszko, người mà bà yêu mến.
Những sự kiện đáng chú ý mà bà đã trải qua trong cuộc đời có thể kể đến Liên minh Bar, các hoạt động của Đại Nghị viện, Khởi nghĩa Kościuszko và Chiến tranh Napoléon.

## Tiểu sử
Bà là con gái lớn của Katarzyna Raczyńska (thường còn được biết đến với tên gọi Wielkopolska) và Józef Radoliński (mất năm 1781). Bà có hai người em gái là Katarzyna (1762) và Antonina (1770). Tên của bà được đặt theo tên của người bà ngoại là Wirydianna Bnińska (1718–1797).
Năm 25 tuổi, bà lựa chọn kết hôn với Antoni Kwilecki, con trai của Franciszek Antoni Kwilecki, thay vì một người đàn ông lớn tuổi vì sợ rằng mình có thể phải trở thành bảo mẫu của ông ta trong những năm cuối đời. Họ có hai người con là Anna (còn được gọi là Nina) (sinh năm 1789) và Józef (sinh năm 1791). Cuộc hôn nhân của hai người không mấy hạnh phúc, phần lớn do thói nghiện rượu của người chồng khiến ông ta trở nên bạo lực. Fiszerowa từng suýt sảy thai con gái Anna sau một lần bị ông ta đánh đập. Sau khi phải lòng một cô gái nông dân mười bốn tuổi, Antoni Kwilecki quyết định ly hôn với Fiszerowa. Năm 1806, bà kết hôn với Stanisław Fiszer, một vị tướng đã chiến đấu với Napoléon trong cuộc chiến Pháp - Nga, người yêu bà sâu sắc. Mặc dù vậy, đối với Fiszerowa, bà làm điều này chỉ vì muốn coi đó như một phần thưởng cho ông ta vì sự phục vụ dành cho đất nước. Bên cạnh đó, việc kết hôn cũng là cách giúp bà gần gũi hơn với Kościuszko, người hầu của Fiszer.
Bà được cho là một người thích châm biếm. Bà từng có những phát ngôn như "Voltaire mặc váy", hay từng nói về đồng bào của mình là "luôn dũng cảm và vẫn luôn bị đánh bại", bà tin rằng nếu họ biết hợp tác với nhau thì ắt hẳn đã có thể tự bảo vệ mình khỏi sự xâm lược của ngoại bang và ngăn chặn việc đất nước bị phân chia (quan điểm này không được ủng hộ bởi hầu hết các nhà sử học hiện đại). Trong khi đang sống bằng tiền trợ cấp dành cho góa phụ ở Warsaw sau khi Vương quốc Lập hiến Ba Lan được thành lập, bà đã có những lời nói đùa chế giễu về Đại công tước Constantine và điều này sau đó vô tình lọt đến tai ông ta. Bà nhanh chóng nhận được một bức thư đe dọa thông qua người phụ tá của Đại công tước. Khi nhận được thư, bà vẫn hết sức bình tĩnh, chỉ nói rằng "Voilà une lettre qui patéra à postérité" (Đây là một bức thư sẽ được lưu lại trong lịch sử). Bà còn nói rằng việc người phụ tá rời đi rồi quay lại với câu trả lời còn là nguồn vui cho mình trong những tuần tiếp theo.
Do bà viết bằng tiếng Pháp, nên cuốn hồi ký của bà chỉ được Edward Raczyński, một người bà con thân tộc từng là Tổng thống Ba Lan lưu vong, xuất bản với bản dịch tiếng Ba Lan lần đầu vào năm 1975. Thời điểm đó, cuốn hồi ký này rất ít được các nhà sử học biết đến, mặc dù nó cũng được đề cập trong Từ điển Lịch sử Ba Lan trước chiến tranh của Adam Mieczysław Skałkowski, người chỉ biết năm mất của bà.